# Antonio Rattín
Antonio Ubaldo Rattín (Tigre, 16 maggio 1937) è un politico, ex calciatore e allenatore di calcio argentino, di ruolo centrocampista. Fu capitano del Boca Juniors e della nazionale argentina.
Una volta ritiratosi dall'attività agonistica, divenne politico e venne eletto deputato, mantenendo tale carica per quattro anni. Le sue origini sono trentine, in quanto entrambi i genitori provenivano da Canal San Bovo.

## Caratteristiche tecniche
Magro, altissimo, aveva i piedi molto grandi, tanto che in una delle prime partite la sua squadra non fu in grado di procurargli delle scarpe che gli calzassero bene e fu costretto a giocare con le normali scarpe da passeggio. Giocava come centrocampista centrale, svolgendo compiti difensivi, guidando la squadra grazie alle sue doti caratteriali.

## Carriera

### Giocatore

#### Club
Trascorse tutta la sua carriera nel Boca Juniors, nelle cui giovanili fece ingresso nel 1955 e in massima serie nel 1956, debuttando nel Superclásico della seconda giornata. Con il Boca conquistò cinque titoli del campionato argentino (1962, 1964, 1965, 1969 e 1970) segnando in totale 26 gol. La stagione 1970 fu caratterizzata da numerosi infortuni e si ritirò a 33 anni. Il 10 dicembre 1970 si tenne, in suo onore, la partita d'addio Boca Juniors-Sud America All Stars.

#### Nazionale
Giocò con la Selección argentina 34 partite, segnando 2 gol, e prese parte anche a due edizioni del campionato mondiale, Cile 1962 e Inghilterra 1966. Fu proprio nell'edizione del 1966 che l'Argentina, nella gara contro l'Inghilterra, vide espulso il capitano Rattín; accompagnato dalle infuocate proteste argentine abbandonò il campo dopo undici minuti di rimostranze. Nel 1969 finì la sua carriera nella nazionale.

### Allenatore
Finita la carriera da calciatore, intraprese quella di allenatore, sempre nel Boca Juniors, dapprima nelle giovanili e poi anche in prima squadra, ma non ebbe grande successo in questa nuova esperienza.

## Palmarès

### Giocatore
- Campionato argentino: 5

Boca Juniors: 1962, 1964, 1965, Nacional 1969, 1970
- Copa Argentina: 1

Boca Juniors: 1969